# Bibiana Perez
Bibiana Perez (Vipiteno, 31 ottobre 1970) è un'ex sciatrice alpina italiana.
Polivalente, ottenne i migliori risultati nelle specialità veloci e nella combinata.

## Biografia
In attività negli anni 1980 e 1990, Bibiana Perez debuttò nel Circo bianco ai Mondiali juniores di Madonna di Campiglio 1988, dove vinse la medaglia d'argento nello slalom gigante; in Coppa del Mondo ottenne il primo risultato di rilievo nello slalom gigante di Santa Caterina Valfurva dell'8 dicembre 1991, chiuso al 23º posto. Esordì ai Giochi olimpici invernali ad Albertville 1992, dove fu 13ª nel supergigante e non concluse lo slalom gigante e lo slalom speciale, e ai Campionati mondiali a Morioka 1993, piazzandosi 7ª nella discesa libera, 16ª nel supergigante e 4ª nella combinata (migliore risultato di un atleta italiano in quell'edizione dei Mondiali). Nella stessa stagione, il 14 marzo a Hafjell/Kvitfjell, conquistò in combinata la sua unica vittoria, nonché primo podio, in Coppa del Mondo.
Ai XVII Giochi olimpici invernali di Lillehammer 1994 fu 12ª nella combinata e non concluse la discesa libera e il supergigante. In Coppa del Mondo la stagione 1993-1994 fu la sua migliore in carriera: fu 8ª in classifica generale e 2ª in quelle di supergigante (staccata da Katja Seizinger di 150 punti) e di combinata. Due anni dopo, ai Mondiali della Sierra Nevada, si piazzò 8ª nella discesa libera e 12ª nel supergigante, mentre nella successiva rassegna iridata di Sestriere 1997 fu 26ª nel supergigante.
Onorò la sua ultima presenza olimpica, Nagano 1998, classificandosi 20ª nella discesa libera e 22ª nel supergigante, mentre non terminò la combinata; all'addio iridato, Vail/Beaver Creek 1999, nelle stesse specialità fu rispettivamente 27ª, 11ª e 12ª. Si congedò dalle competizioni all'inizio della stagione 2000-2001 con il 16º tempo marcato nella discesa libera di Coppa del Mondo disputata a Sankt Moritz il 17 dicembre.

## Palmarès

### Mondiali juniores
- 1 medaglia:
  - 1 argento (slalom gigante a Madonna di Campiglio 1988)

### Coppa del Mondo
- Miglior piazzamento in classifica generale: 8ª nel 1994
- 6 podi (1 in discesa libera, 2 in supergigante, 3 in combinata):
  - 1 vittoria
  - 2 secondi posti
  - 3 terzi posti

#### Coppa del Mondo - vittorie
| Data          | Località          | Paese    | Specialità |
| ------------- | ----------------- | -------- | ---------- |
| 14 marzo 1993 | Hafjell/Kvitfjell | Norvegia | KB         |

Legenda:

KB = combinata

### Coppa Europa
- 3 podi (dati dalla stagione 1994-1995):
  - 1 vittoria
  - 1 secondo posto
  - 1 terzo posto

#### Coppa Europa - vittorie
| Data            | Località | Paese   | Specialità |
| --------------- | -------- | ------- | ---------- |
| 8 febbraio 1995 | Pra Loup | Francia | DH         |

Legenda:

DH = discesa libera

### South American Cup
- 1 podio (dati dalla stagione 1994-1995):
  - 1 vittoria

#### South American Cup - vittorie
| Data             | Località  | Paese     | Specialità |
| ---------------- | --------- | --------- | ---------- |
| 6 settembre 2000 | Las Leñas | Argentina | SG         |

Legenda:

SG = supergigante

### Campionati italiani
- 15 medaglie[1]:
  - 5 ori (discesa libera, supergigante nel 1993; discesa libera, combinata nel 1994; discesa libera nel 1997)
  - 5 argenti (slalom speciale nel 1989; slalom speciale nel 1993; slalom speciale nel 1994; supergigante nel 1997; supergigante nel 1998)
  - 5 bronzi (supergigante nel 1988; supergigante nel 1992; discesa libera nel 1996; discesa libera, combinata nel 1998)